# Église Saint-Martin de Thiézac
Pour les articles homonymes, voir église Saint-Martin.
L'église Saint-Martin est une église située en France sur la commune de Thiézac (Cantal), en région Auvergne-Rhône-Alpes.

## Historique
L’église de Thiézac, ancien prieuré relevant en 1315 de l’abbaye d’Aurillac, a été construite à la fin du XVe siècle. Le porche a été bâti ou reconstruit au XVIIIe siècle, le toit refait en 1825 selon les plans de l’architecte Lacaze, et la voûte rénovée en 1929.

### Protection
L'église est inscrite au titre des monuments historiques par arrêté du 26 décembre 1976.

## Description
L’édifice comprend une nef de trois travées flanquées de chapelles latérales, un chœur avec abside à pans coupés précédé d’une travée droite, et un clocher au nord. Le porche actuel, orné d’un culot sculpté d’un masque humain, abrite un portail à arc brisé à quatre voussures reposant sur des colonnettes à chapiteaux prismatiques. Deux pilastres encadrent l’ensemble, supportant une archivolte en accolade,.